# Holbox
Holbox je ostrov patřící k mexickému spolkovému státu Quintana Roo. Leží v Mexickém zálivu 10 km od severního pobřeží Yucatánského poloostrova a je součástí chráněného území Yum Balam. Má rozlohu 56 km² a žije na něm okolo 1500 obyvatel. Hlavními odvětvími místní ekonomiky jsou lov ryb a humrů a turistický ruch.
Ostrov původně patřil mayskému státu Ekab, jeho název znamená v jazyce domorodců „černá díra“.
Na jižním pobřeží ostrova se nachází mělká laguna Yalahao s mangrovovými porosty, kde žije plameňák karibský a další vodní ptáci. Severní pobřeží je lemováno 34 kilometry pláží s jemným bílým pískem. Ostrov je vyhledáván díky poklidné atmosféře (je zde zakázáno používání automobilů). Atrakcí pro turisty je pozorování žraloka obrovského v období od června do srpna, oblíbenou aktivitou je také kitesurfing. Časté jsou hurikány, které si několikrát vynutily evakuaci obyvatel na pevninu.